# Chamblanc
Chamblanc – miejscowość i gmina we Francji, w regionie Burgundia-Franche-Comté, w departamencie Côte-d’Or.
Według danych na rok 1990 gminę zamieszkiwało 397 osób, a gęstość zaludnienia wynosiła 39 osób/km² (wśród 2044 gmin Burgundii Chamblanc plasuje się na 530. miejscu pod względem liczby ludności, natomiast pod względem powierzchni na miejscu 919.).